# Суміт Малік
Суміт Малік (англ. Sumit Malik; нар. 9 січня 1993) — індійський борець вільного стилю, срібний та бронзовий призер чемпіонатів Азії, срібний призер чемпіонату Співдружності, чемпіон Ігор Співдружності, чемпіон Південноазійських ігор.

## Життєпис
У 2013 році став чемпіоном Азії серед юніорів.
У 2018 році за спортивні досягнення був нагороджений премією «Арджуна».
У липні 2021 року Малік був дискваліфікований на два роки Об'єднаним світои боротьби за те, що він не пройшов допінг-тест.

## Спортивні результати на міжнародних змаганнях

### Виступи на Чемпіонатах світу
| Змагання                        | Збірна | Вагова категорія           | Місце |
| ------------------------------- | ------ | -------------------------- | ----- |
| Чемпіонат світу з боротьби 2014 | Індія  | вільна боротьба, до 97 кг  | 27    |
| Чемпіонат світу з боротьби 2015 | Індія  | вільна боротьба, до 125 кг | 27    |
| Чемпіонат світу з боротьби 2017 | Індія  | вільна боротьба, до 125 кг | 20    |
| Чемпіонат світу з боротьби 2018 | Індія  | вільна боротьба, до 125 кг | 5     |
| Чемпіонат світу з боротьби 2019 | Індія  | вільна боротьба, до 125 кг | 22    |

### Виступи на Чемпіонатах Азії
| Змагання                       | Збірна | Вагова категорія                 | Місце  |
| ------------------------------ | ------ | -------------------------------- | ------ |
| Чемпіонат Азії з боротьби 2016 | Індія  | вільна боротьба, до 125 кг       | 8      |
| Чемпіонат Азії з боротьби 2017 | Індія  | вільна боротьба, до 125 кг       | Срібло |
| Чемпіонат Азії з боротьби 2018 | Індія  | вільна боротьба, до 125 кг       | 10     |
| Чемпіонат Азії з боротьби 2019 | Індія  | вільна боротьба, до 125 кг       | Бронза |
| Чемпіонат Азії з боротьби 2021 | Індія  | вільна боротьба, до 125 кг       | 7      |
| Чемпіонат Азії з боротьби 2023 | Індія  | греко-римська боротьба, до 60 кг | 5      |

### Виступи на Азійських іграх
| Змагання           | Збірна | Вагова категорія           | Місце |
| ------------------ | ------ | -------------------------- | ----- |
| Азійські ігри 2018 | Індія  | вільна боротьба, до 125 кг | 5     |

### Виступи на Кубках світу
| Змагання                    | Збірна | Вагова категорія           | Місце |
| --------------------------- | ------ | -------------------------- | ----- |
| Кубок світу з боротьби 2020 | Індія  | вільна боротьба, до 125 кг | 9     |

### Виступи на Південноазійських іграх
| Змагання                   | Збірна | Вагова категорія           | Місце  |
| -------------------------- | ------ | -------------------------- | ------ |
| Південноазійські ігри 2019 | Індія  | вільна боротьба, до 125 кг | Золото |

### Виступи на Іграх Співдружності
| Змагання                | Збірна | Вагова категорія           | Місце  |
| ----------------------- | ------ | -------------------------- | ------ |
| Ігри Співдружності 2018 | Індія  | вільна боротьба, до 125 кг | Золото |

### Виступи на Чемпіонатах Співдружності
| Змагання                                | Збірна | Вагова категорія           | Місце  |
| --------------------------------------- | ------ | -------------------------- | ------ |
| Чемпіонат Співдружності з боротьби 2017 | Індія  | вільна боротьба, до 125 кг | Срібло |

### Виступи на інших змаганнях
| Змагання                                                         | Збірна | Вагова категорія                 | Місце  |
| ---------------------------------------------------------------- | ------ | -------------------------------- | ------ |
| Олімпійський кваліфікаційний турнір з боротьби 2016 (Улан-Батор) | Індія  | вільна боротьба, до 125 кг       | 11     |
| Турнір Дана Колова — Николи Петрова 2017                         | Індія  | вільна боротьба, до 125 кг       | 11     |
| Pro Wrestling League 2018                                        | Індія  | команда                          | Срібло |
| Турнір міста Сассарі з боротьби 2019                             | Індія  | вільна боротьба, до 125 кг       | 8      |
| Турнір Яшара Догу 2019                                           | Індія  | вільна боротьба, до 125 кг       | Бронза |
| Турнір Олександра Медведя 2019                                   | Індія  | вільна боротьба, до 125 кг       | 5      |
| Меморіал Маттео Пелліконе 2020                                   | Індія  | вільна боротьба, до 125 кг       | 6      |
| Меморіал Маттео Пелліконе 2021                                   | Індія  | вільна боротьба, до 125 кг       | 4      |
| Олімпійський кваліфікаційний турнір з боротьби 2020 (Алмати)     | Індія  | вільна боротьба, до 125 кг       | Бронза |
| Олімпійський кваліфікаційний турнір з боротьби 2020 (Софія)      | Індія  | вільна боротьба, до 125 кг       | Срібло |
| Турнір Дана Колова — Николи Петрова 2022                         | Індія  | греко-римська боротьба, до 60 кг | 9      |
| Турнір К. У. Кожомкула і Р. Санатбаєва 2023                      | Індія  | греко-римська боротьба, до 60 кг | 15     |

### Виступи на змаганнях молодших вікових груп
| Змагання                                     | Збірна | Вагова категорія          | Місце  |
| -------------------------------------------- | ------ | ------------------------- | ------ |
| Чемпіонат Азії з боротьби серед кадетів 2008 | Індія  | вільна боротьба, до 85 кг | 5      |
| Чемпіонат Азії з боротьби серед юніорів 2013 | Індія  | вільна боротьба, до 96 кг | Золото |